# Roberto Murolo e la sua chitarra (album 1959)
Roberto Murolo e la sua chitarra è un album 33 giri del cantante Roberto Murolo pubblicato nel 1959.

## Tracce

### Lato A
1. 'Na sera 'e maggio
2. 'a casciaforte
3. Scalinatella
4. Munasterio 'e Santa Chiara
5. Serenatella a 'na cumpagna 'e scola
6. Anema e core
7. Torna pulicenella
8. Luna rossa

### Lato B
1. Aggio perduto 'o suonno
2. Me so' 'mbriacato 'e sole'
3. 'o ciucciariello
4. Sciummo
5. 'na voce 'na chitarra ...(e 'o poco 'e luna)
6. Maruzzella
7. Chella llà
8. Lla-rì lli-rà